# Nadia Amin
Nadia Amin (11 augustus 1980) is een Nederlands actrice, danseres en zangeres van Egyptische afkomst. Ze volgde haar acteursopleiding aan de Toneelacademie Maastricht en studeerde in 2009 af. Amin speelde in theater-, film- en televisieproducties.

## Theater
Amin speelde voor haar afstuderen al diverse theatervoorstellingen, onder meer bij DOX (o.a. Eden, 2003; Gang of Four 2005; Inmsomnia, 2008),  Het Zuidelijk Toneel (Troost, 2007) en Hauser Orkater (Kamp Holland, 2008).
Na haar afstuderen was ze tot 2013 verbonden aan Toneelgroep De Appel (Den Haag) (o.a. Bacchanten, 2010; De Gouden Eeuw, 2010; Eurysteus, 2012; Herakles, 2012). Daarnaast speelde onder meer bij Branoul Producties (o.a. Mrozek, 2010), Toneelgroep Maastricht (How to Play Francesca Woodman, 2014) en Stichting Theater Het Amsterdamse Bos (Much Ado About Nothing, 2015).
Sinds 2017 hoort ze bij de vaste spelerskern van het Noord Nederlands Toneel (Groningen) en speelde daar in Carroussel (2017).

## Televisie en film
Amin speelde rollen in de tv-series De Fractie (2015-2016), Celblok H (2014-2015) en Klein Holland (2008); daarnaast acteerde ze in de film Infiltrant (2014). Ze heeft een gastrol in seizoen 1 van de NPO serie Dag en Nacht (2023). In seizoen 2 komt ze terug als een van de hoofdrollen (2025). 

## Prijs
In 2009 won ze de ITs Parade Parel op het ITs Festival Amsterdam.